# Faramea includens
Faramea includens är en måreväxtart som beskrevs av Johannes Müller Argoviensis. Faramea includens ingår i släktet Faramea och familjen måreväxter. Inga underarter finns listade i Catalogue of Life.